# Orthosia askoldensis
Orthosia askoldensis là một loài bướm đêm trong họ Noctuidae.